# Christian Bartel (Schriftsteller)
Christian Bartel (* 1975 in Bonn) ist ein deutscher Schriftsteller und Publizist.

## Leben
2005 wurde Bartel Vizemeister der deutschsprachigen Poetry-Slam-Meisterschaften in Leipzig. 2008 erschien sein Erzählungsband Seit ich Tier bin und im März 2011 sein Romandebüt "Zivildienstroman". Daneben schreibt er regelmäßig Kolumnen für die taz. Christian Bartel lebt in Bonn.

## Auszeichnungen
- 2012: Bert-Donnepp-Preis (zusammen mit René Martens, Matthias Dell und Klaus Raab für die Medienkolumne  Das Altpapier).[1]
- 2018: Ben-Witter-Preis

## Werke
- Seit ich Tier bin. Muschel Verlag, Köln 2008. ISBN  978-3-936819-30-4.
- Götter, Gurus und Gestörte. hg. von Christian Bartel und Anselm Neft; Satyr Verlag, Berlin 2009. ISBN 978-3-938625-48-4.
- Zivildienstroman. Carlsen Verlag, Hamburg 2011. ISBN 978-3-551-68182-9.
  - Auch unter dem Titel Betreutes Wohnen. Ullstein, Berlin 2013. ISBN 978-3-548-28411-8.
- Rheinland. Für eine Handvoll Kamelle – ein Heimatbuch. Conbook Verlag, Meerbusch 2011. ISBN 978-3-934918-89-4.
- Grundkurs Weltherrschaft. Satyr, Berlin 2013. ISBN 978-3-944035-11-6.
- Ich bin nicht in meinem Alter: Geschichten. Satyr, Berlin 2021. ISBN 978-3-947106-74-5.